# Мисс мира 1997
Мисс Мира 1997 (англ. Miss World 1997) — 47-й ежегодный конкурс красоты, финал которого проводился на Сейшельских Островах 22 ноября. За победу на нём соревновалось 86 претенденток, победительницей стала представительница Индии Диана Хайден, она же была признана мисс континентов Азия и Океания. Нигерия не смогла завершить участие в конкурсе из-за проблем со спонсорами.

## Результаты

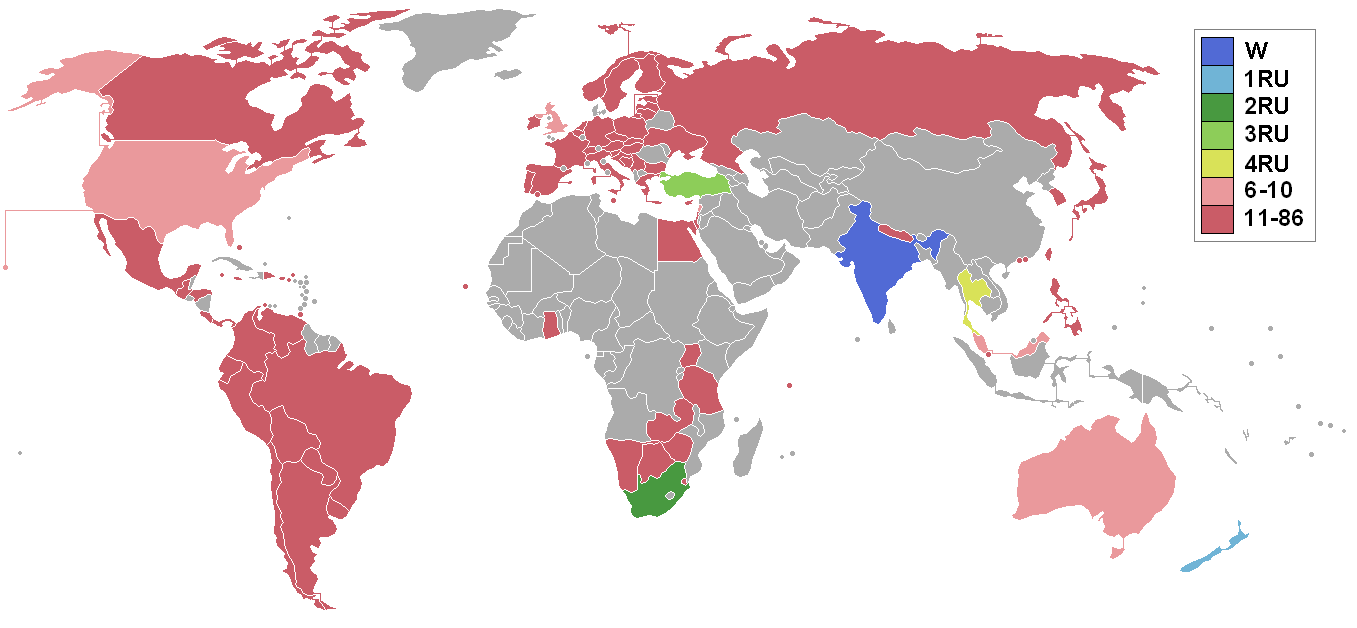
Страны-участницы конкурса «Мисс Мира» — 1997 года

### Итоговые места
| Итоговый результат | Участница |
| Мисс Мира 1997     | - Индия — Диана Хайден |
| 1-я вице-мисс      | - Новая Зеландия — Lauralee Martinovich                                                                                                |
| 2-я вице-мисс      | - ЮАР — Jessica Motaung |
| Финалистки         | - Турция — Чагла Шикель - Таиланд — Tanya Suesuntisook                                                                                 |
| Полуфиналистки     | - Австралия — Laura Csortan - Ливан — Joëlle Buhlok - Малайзия — Arianna Teoh - Великобритания — Викки-Ли Уолберг - США — Салли Туссен |

### Континентальные Королевы красоты
| Королевы красоты по континентам | Участница                 |
| Африка                          | - ЮАР — Jessica Motaung   |
| Америка                         | - США — Sallie Toussaint  |
| Азия и Океания                  | - Индия — Диана Хайден    |
| Вест-Индия                      | - Ямайка — Michell Moodie |
| Европа                          | - Турция — Çağla Şıkel    |

### Специальные награды
| Награда                    | Участницы                               |
| Мисс Личность              | - Таиланд — Tanya Suesuntisook          |
| Мисс фотогеничность        | - Индия — Диана Хайден                  |
| Лучший Национальный костюм | - Новая Зеландия — Lauralee Martinovich |

## Участницы
| - Виргинские Острова (США) — Taisha Regina Gomes - Аргентина — Natalia Pombo - Аруба — Michella Laclé Croes - Австралия — Laura Csortan - Австрия — Susanne Nagele - Багамские Острова — Alevta Adderley - Бельгия — Sandrine Corman - Боливия — Mitzy Suárez Saucedo - Босния и Герцеговина — Elma Terzić - Ботсвана — Мпуле Квелагобе - Бразилия — Fernanda Rambo Agnes - Виргинские Острова (Великобритания) — Zoe Jennifer Walcott - Болгария — Simona Velitchkova - Канада — Keri-Lynn Power - Кабо-Верде — Carmelinda Gonçalves - Острова Кайман — Cassandra Powell - Чили — Paulina Mladinic - Колумбия — Gladys Buitrago Caicedo - Коста-Рика — Rebeca Escalante Trejas - Хорватия — Martina Novosel - Кипр — Galatia Charalambidou - Чехия- Terezie Dobrovolná - Доминиканская Республика — Carolina Estrella Peña - Эквадор — Clío Olayo Frías - Египет — Amal Shawky Soliman - Эстония — Mairit Roonsar - Финляндия — Minna Lehtinen - Франция — Laure Belleville - Германия — Katja Glawe - Гана — Benita Sena Somolekae - Гибралтар — Rosanna Ressa - Греция — Eugenia Limantzaki - Гватемала — Lourdes Mabel Valencia Bobadilla - Нидерланды — Sonja Aldina Silva - Гондурас — Hansel Cristina Cáceres Teruel - Гонконг — Vivian Lee Ming-Wai - Венгрия — Beata Petes - Индия — Диана Хайден - Ирландия — Andrea Roche - Израиль — Mirit Greenberg - Италия — Irene Lippi - Ямайка — Michelle Moodie - Япония — Shinobu Saraie | - Республика Корея — Kim Jin-ah - Латвия — Liga Graudumniece - Ливан — Joëlle Buhlok - Литва — Asta Vyšniauskaitė - Макао — Agnes Lo - Малайзия — Arianna Teoh - Мальта — Sarah Vella - Мексика — Blanca Soto - Намибия — Sheya Shipanga - Непал — Jharana Bajracharya - Новая Зеландия — Lauralee Martinovich - Норвегия — Charlotte Høiåsen - Панама — Patricia Aurora Bremner Hernández - Парагвай — Mariela Quiñónez García - Перу — Claudia María Luque Barrantas - Филиппины — Kristine Rachel Gumabao Florendo - Польша — Roksana Jonek - Португалия — Icilia Silva Berenguel - Пуэрто-Рико — Aurea Isis Marrero Nieves - Россия — Liudmila Popova - Сейшельские Острова — Michelle Lane - Сингапур — Jasmine Wong - Словакия — Marietta Senkacová - Словения — Maja Šimec - ЮАР — Jessica Motaung - Испания — Nuria Avellaneda Gallego - Свазиленд — Xoliswa Mkhonta - Швеция — Sofia Joelsson - Швейцария — Tanja Gutmann - Танзания — Saida Joy Kessys Sashays - Таиланд — Tanya Suesuntisook - Китайская Республика — Fang Su-Ling - Тринидад и Тобаго — Mandy Jagdeo - Турция — Çağla Şıkel - Уганда — Lillian Acom - Украина — Kseniya Kuz’menko - Великобритания — Викки-Ли Уолберг (Vicki-Lee Walberg) - США — Салли Туссен (Sallie Toussaint) - Уругвай — Ana González Kwasny - Венесуэла — Christina Dieckmann - СР Югославия — Tamara Saponijić - Замбия — Tukuza Tembo - Зимбабве — Una Patel |

## Заметки

### Дебютировали
- Кабо-Верде
- Непал

### Вернулись
- Последний раз участвовали в 1990 году:
  -  Египет
- Последний раз участвовали в 1993 году:
  -  Гондурас
  -  Мальта
  -  Намибия
- Последний раз участвовали в 1995 году:
  -  Багамские Острова
  -  Острова Кайман

### Отказались
- Кюрасао — не удалось отправить участницу.
- Гуам — не участвовал из-за отсутствия финансирования.
- Исландия — Харпа Линд Хардардоттир[3]
- Нигерия — не участвовала из-за проблем со спонсорством и планированием
- Казахстан — Джамиля Бисембиева — не участвовала из-за проблем со спонсорством.

### Замены
- ЮАР — Керишни Найкер — из-за личных проблем. Участвовала на Мисс Вселенная 1998 и Мисс мира 1998, где вошла в топ-5 и стала Королевой Африки.